# Palbitzki
Palbitzki (även Palubicki och Palbicki) var en svensk friherrlig adelsätt som introducerades på Riddarhuset i Stockholm 1675.

## Historik
Ätten är sannolikt av polskt ursprung. Hjärtskölden visar en falk på en avhuggen trädstam, vilken på polska heter palub. Från Lauenburg och Bütow, delar av ett då självständigt hertigdöme Pommerellen, vilket från och med senare hälften av 1500-talet under polsk överhöghet innehades av pommerska hertigar. Ätten tillhörde den klass av lågadeln, som benämndes die Freien, flyttade till Hinterpommern. Ätten fortlevde i två grenar: von Biber-Palubicki och von Zuchta-Palubicki.
Den äldste kände stamfadern var Mikael von Palbitz, arvherre till Bréesen m.fl. gods i Preussen. Han undervisades som ung med hertig Erik II av Pommern, amt- och slottsöverhauptman i Stargard 1466. Hans sonsons sonson Mattias Palbitzki föddes 1623 i Hinterpommern. 1640 anställdes han hos fältherren Gustaf Horn i Hamburg och därifrån till drottning Kristinas hov i Sverige, där blev hennes hovjunkare. Senare fänrik, kaptenlöjtnant och kammarherre hos drottningen. Han blev sändebud till flera länder och ambassadör i Polen 1663. Han blev svensk friherre 1675-08-28 (introd. s. å. under nr 67). Han avled 1677-10-20 på Julita gård. Han fick tre barn varav två flickor och en pojke.
Ätten utslocknad på svärdssidan den 26 april 1851 genom Mattias Palbitzki (1782–1851).

## Personer med efternamnet Palbitzki
- Matthias Palbitzki (1623–1677), diplomat, borgmästare och lantråd